# Seydou Doumbia
Seydou Doumbia (n. 31 decembrie 1987, Abidjan) este un fotbalist ivorian care evoluează la clubul Girona pe postul de atacant.

## Meciuri internaționale
| Coasta de Fildeș | Coasta de Fildeș | Coasta de Fildeș |
| An               | Meciuri          | Goluri           |
| ---------------- | ---------------- | ---------------- |
| 2008             | 1                | 0                |
| 2009             | 3                | 1                |
| 2010             | 6                | 0                |
| 2011             | 4                | 0                |
| 2012             | 6                | 1                |
| 2013             | 1                | 0                |
| 2014             | 3                | 1                |
| 2015             | 11               | 2                |
| 2016             | 0                | 0                |
| 2017             | 2                | 4                |
| Total            | 36               | 9                |

## Palmares

### Club
ȚSKA
- Prima Ligă Rusă (2): 2012–13, 2013–14
- Cupa Rusiei (2): 2010–11, 2012–13
- Supercupa Rusiei (2): 2013, 2014

### Individual
- Golgheter Ligue 1 (Côte d'Ivoire): 2005
- Jucătorul anului în Swiss Super League: 2008–09, 2009–10
- Golgheter în Swiss Super League: 2008–09, 2009–10
- Fotbalistul Anului în Rusia (Futbol): 2011
- Fotbalistul Anului în Rusia (Sport-Express): 2011
- Golgheter în Prima Ligă Rusă: 2011–12, 2013–14
- Fotbalistul Anului în Rusia (Uniunea de Fotbal a Rusiei): 2013-14
- Lista celor mai buni 33 de jucători din campionatul Rusiei: 2013/14 (cel mai bun atacant dreapta)